# Carlsenøya
Carlsenøya est une petite île du Svalbard dans le Détroit d'Hinlopen. Elle fait partie de l'archipel des Rønnbeckøyane. Elle est située au nord-est du Cap Weyprecht.
Elle est formée de falaises de basalte ne dépassant pas les 10 m d'altitude
Les îles les plus proches sont celles de Qvaleøya, située 350 m à l'ouest et Nedrevågøya, située 2,4 km à l'est. 
L'île a été découverte en 1867 par Nils Fredrik Rønnbeck, un explorateur polaire suédo-norvégien. 
L'île doit son nom à Elling Carlsen, navigateur et explorateur norvégien.
La faune de l'île se résume principalement aux ours polaires.